# Fânațele cu narcise Nucșoara
Fânațele cu narcise Nucșoara este o arie naturală protejată de interes național ce corespunde categoriei a IV-a IUCN (rezervație naturală de tip botanic), inclusă în Geoparcul Dinozaurilor „Țara Hațegului”.
Rezervația naturală este situată pe raza localității Nucșoara, comuna Sălașu de Sus, în partea sudică a județului Hunedoara și are o suprafață de 20 ha, reprezentând vestigiul unei vechi asociații hidrofile unde apare planta endemică Peucedanum rochelianum. Aspectul peisagistic îl conferă prezența narciselor de culoare galbenă sau albă ce înfloresc în luna mai și la începutul lunii iunie.